# Elroy Dietzel
Elroy Dietzel (* 27. August 1936 in Seguin, Texas; † Mai 1990) war ein US-amerikanischer Rockabilly-Musiker. Dietzel war in den 1950er-Jahren vor allem in Texas aktiv.

## Leben

### Kindheit und Jugend
Elroy Dietzel wurde in Seguin geboren, einem kleinen Ort in Texas, der damals vornehmlich von deutschen Einwanderern bewohnt wurde. Dietzels Mutter starb, als er vier Monate alt war; von diesem Zeitpunkt an wuchs er bei seinem Onkel und seiner Tante in Santa Barbara, Texas, auf. Mit 14 Jahren zog die Familie nach Midland. In dieser Zeit lernte er, Gitarre zu spielen.

### Karriere
1955 begann Dietzel, mit ein paar Schulfreunden öffentlich aufzutreten. Beeinflusst von Country-Musik und Rhythm and Blues beidseitig nannte Dietzel seine Band The Rhythm Bandits, die neben ihm (Gesang/Gitarre) aus Joe Melson (E-Gitarre), Dick Matlock (Gitarre), Bill Chance (Bass) und Larry Parks (Schlagzeug) bestanden. Die Gruppe wurde in ihrer Heimatstadt sehr populär, da sie die einzige Band war, die Rockabilly spielte. 
Als Dietzel und die Rhythm Bandits in Lubbock spielten, wurden sie von Jessie Smith, Besitzer von Bo-Kay Records, entdeckt, der sie unter Vertrag nahm. Im Winter 1956 folgte die erste Aufnahme-Session in Norman Pettys Studio in Clovis, New Mexico. Die daraus resultierenden Titel Teenage Ball / Precious Desires wurden Anfang 1957 auf Bo-Kay veröffentlicht. Teenage Ball wurde oft im Radio gespielt, erreichte aber nicht die Charts. 
Während Dietzel auf Tournee war, traf er den Songschreiber Jack Rhodes, der gerade den Song Rock-N-Bones geschrieben hatte. Zusammen mit Shang-Hai-Rock, geschrieben von Don Carter, wurde Rock-N-Bones 1957 in Norman Pettys Studio unter Rhodes‘ Aufsicht aufgenommen und auf Bo-Kay veröffentlicht. Die Single gab Dietzel die Möglichkeit, im Fernsehen aufzutreten und Gastauftritte im Louisiana Hayride und im Big D Jamboree zu bestreiten. Mit dem Ensemble des Hayrides gingen Dietzel und die Rhythm Bandits auch auf ausgedehnte Tourneen. Zudem waren sie Mitglieder des KMID Jamborees.
Trotz seiner Popularität um Midland gelang Dietzel nicht der Sprung in weitere Musikkreise. Die Rhythm Bandits trennten sich 1959 und Dietzel trat 1960 der US Army bei. Sein Gitarrist Joe Melson hatte als Komponist von einigen Roy-Orbison-Hits Anfang der 1960er-Jahre Erfolg. Dietzel selbst trat in den nächsten Jahren nur noch vereinzelt auf und arbeitete regulär auf den texanischen Ölfeldern. Er starb 1990.

## Diskographie
| Jahr | Titel                           | Label #      |
| ---- | ------------------------------- | ------------ |
| 1957 | Teenage Ball / Precious Desires | Bo-Kay K-101 |
| 1957 | Rock-N-Bones / Shang-Hai-Rock   | Bo-Kay K-103 |